# ぶっちぎり
『ぶっちぎり』は、中原裕による日本の高校野球漫画兼暴走族漫画。

## 概要
週刊少年漫画雑誌『週刊少年サンデー』（小学館）に、1987年9号から1989年30号まで連載された。単行本は小学館：少年サンデーコミックスより全14巻、小学館文庫より全7巻。
不良少年の主人公が野球と喧嘩に活躍する姿を描く。物語そのものは章立てされていないが、便宜的に章立てするならば「登場編」「夏の地区予選編」「銀狼連合編」「マッドピエロ編」の4部から成る。

## あらすじ
喧嘩とバイクで負け知らずの高原陣は、元暴走族の不良少年。高校の入学式当日から連日様々な問題を起こし退学させられそうになるが、ひょんなことからその強肩を見込まれ、退学処分の代わりに野球部に入部させられる。
当初は野球をやる気など全くなかった陣だが、偶然出会った超高校級の打者・神堂に野球勝負を挑み完敗を喫したことから、野球に本腰を入れるようになる。
一方で、暴走族時代の旧友と再会した陣は、伝説の暴走族「銀狼」元リーダーとして、思いがけず暴走族同士の抗争に巻き込まれてしまう。

## 登場人物

### 登場編

#### 白滝学園
高原陣 （たかはら じん）
声：矢尾一樹
主人公。右投げ右打ち。六番（一年）または五番（二年）ピッチャー。コントロールが苦手な豪腕投手。
天才を自称するお調子者の不良少年。単純で直情的で喧嘩っ早いが、女の子には優しい「スケベ」な性格。群れることを好まない反面、一度認めた「仲間」のためなら自己犠牲も厭わない、真っ向勝負を好む、過去の栄光をひけらかさない、喧嘩で得物は使わない、など男気に溢れる面も持つ。非常に負けず嫌いで、敵が強いほど闘争心を燃やし、底力を発揮する。勝負事に関しては、周囲の人間を惹きつける天性のカリスマを持つ。
野球のルールをよく知らないド素人で、また当初は野球をなめきっていたが、偶然出会った司学園の神堂との一対一の勝負で完敗したことから、持ち前の闘争心に火が付き、徐々に野球にのめり込むようになる。
リーゼントに長ランと言う、古典的な不良スタイル（ちなみに白滝学園の制服はブレザー）。私服はジーンズに黒いタンクトップが多い。
体格はどちらかと言うと小柄だが、かなりの豪腕で、逆腕の左腕だけのバッティングでスコアボード直撃のホームランを打てる。また、ライトに就いた際、俊足の末吉を好返球によりホーム手前で刺したこともある。だが、連載初期は強肩に対して足腰がかなり弱く、剛速球を投げると同時にその勢いで前転していた。
元暴走族で、中学生七人で結成した伝説の暴走族「銀狼（二代目）」のリーダーだった。走りの速さはもちろん、たった七人で百人二百人の暴走族を潰すなど、数多くの伝説を残している。喧嘩の際は武器を使わず、右拳と頭突きを得意とする。
現在は、バイク屋に下宿しているのをいいことに、毎日売り物のバイクを無断拝借して通学している。が、思わぬハプニングでバイクを壊してしまうことも少なくない。ノーヘル主義。
「東京の隣の県」祭中学の出身で、母親は健在だが、どういう経緯で東京の白滝学園に通うことになったのかは不明。
中森瑠衣 （なかもり るい）
声：林原めぐみ
陣が下宿しているバイク屋「中森モータース」の娘で、陣の同級生。
おかっぱ頭の美少女。気が強く口うるさいが、根は世話好きで優しい。野球バカな父親の影響か、野球にもそこそこ詳しい。最終話では野球部のマネージャーに。
桐山大介 （きりやま だいすけ）
声：山寺宏一
左投げ左打ち。四番ピッチャー（陣の登板時はキャッチャー）。変化球投手で、決め球はフォーク。しかし、直球も145キロを超えるほど速い。バッティングでも一年の夏の大会ではホームランに加えて打率も四割を超す、また秋季大会では選抜出場を決定させるサヨナラホームランも放つ。
一年のときからエースで四番を張る、白滝学園野球部期待の星。生真面目で自負心が強く、入学式当日に怪我させられたことから、陣に強い対抗心を持つ。しかし司学園の神堂との対決を通じ、陣の実力を徐々に認めるようになっていく。
陣の登板時は、陣の球を捕球できる部員がいないためキャッチャーを務めるが、そのリードにも高い評価を受けている。なお、初めてキャッチャーを務めた時は予め桐山自身に対しての告知などはなく、陣の登板と同時にいきなり難波よりキャッチャーミットを手渡され、守備に就くことになる。二年の夏の甲子園では、肘を痛めたため、初戦の先頭バッターを打ち取ったのみで、それ以降はキャッチャーを務めることになる。
水上 （みなかみ）
右投げ右打ち。八番ライト。後にキャプテン。陣より一学年上。
メガネとたらこ唇が特徴。プレッシャーに弱い。
富岡 （とみおか）
白滝学園の野球部顧問兼監督。
常に冷静沈着で表情を崩さない。陣を野球に引き込むためには手段を選ばない、自分のチームの実力を冷静に分析するなど、知略家の面が見て取れる。
難波 （なんば）
声：屋良有作
陣に野球をさせるために富岡が招いた、陣専属コーチ。
オールバックにサングラス、咥えタバコに縦縞スーツと、如何にもヤクザ然としているが、「スッポンの難波」と呼ばれるれっきとした刑事。
コーチとしてはかなりのスパルタで、陣の足腰を鍛えるため、陣をバイクに紐で繋いで走らせたり、水を入れたドラム缶を背負わせて歩かせたりしている。「俺がコーチをするからには大投手になるか、途中で潰れるかだ」と宣言している。
陣の右拳をマトモに受けても倒れなかった、初めての人物。
白滝学園の卒業生で野球部OB。在学中は四番ピッチャー。過去最強の成績を残したが、難波のワンマンチームだったため、難波が肩を壊すと同時にチームが敗退したことを悔やんでいる。
朋子 （ともこ）
瑠衣の友人で、ポニーテールのメガネっ娘。桜工業の五十嵐のファン。最終話では瑠衣と共に、野球部のマネージャーに。
満 （みつる）
白滝学園不良三人組の太った男。三人組の中で唯一、陣と違うクラス。マッドピエロ登場と同時に出番がなくなる。
工藤昭夫 （くどう あきお）
白滝学園不良三人組のチンピラ風の男。陣と同じクラス。マッドピエロ登場と同時に出番がなくなる。
佐野純一 （さの じゅんいち）
白滝学園不良三人組の眉が太いイケメン男。陣と同じクラス。マッドピエロ登場と同時に出番がなくなる。
真咲実 （まさき みのる）
陣のクラスの担任で、教師生活八年の青春系教師。陣を「元気があるいい子」と評する、どこまでも好意的で前向きな性格。

#### 桜工業
五十嵐 （いがらし）
声：島田敏 （（4）銀狼伝説は飛田展男が担当）
右投げ右打ち。三番サード。桜工業野球部のまとめ役で、実質的なチームリーダー。
陣の旧友で、物語のキーマン。野球に対する熱意は人一倍強く、陣や桜工業の生徒たちを野球にのめりこませる原動力となる。
元「銀狼（二代目）」特攻隊長。当時は木刀を武器にしていた。また彼が家庭の事情で「銀狼」を抜けることになったとき、陣は「この七人が揃ってなきゃ銀狼じゃない」として「銀狼」を解散した。
陣と同じ「東京の隣の県」の柳葉中学出身。中学時代、先輩のせいで野球部が無期限対外試合禁止となり荒れていたが、陣と出会ったことで更生する。現在は母や妹と離れ、アパートで一人暮らし（父親の所在は不明）。学校へはバイク通学しているらしい。
黒田 （くろだ）
桜工業の番格。陣より一学年上。
当初は自分に従わない五十嵐を快く思っていなかったが、五十嵐の野球に対する熱意と、五十嵐のために体を張る陣の根性に触れ、野球部を応援するようになる。
坂田 （さかた）
常にレモンを手放さない不良。不登校が多く留年している。
相手を完膚なきまでに叩き潰すサディストで、そのためなら卑怯な手段も厭わない。

#### その他
瑠衣の父
バイク屋「中森モータース」を経営しているが、仕事をサボって野球を見に行くほどの野球バカ。大のヤクルトファン。陣の父親とは親友同士らしい。
勉 （つとむ）
瑠衣の弟。父親に似て野球バカだが阪神ファンらしい。

### 夏の地区予選編

#### 司学園
神堂 （しんどう）
右投げ右打ち。四番ファースト。陣より一学年上。
超高校級と噂される強打者。大柄でパワーがある、礼儀正しい優等生。

#### 桜工業
御子柴 （みこしば）
声：松本保典
右投げ右打ち。五番ピッチャー。キャプテン。陣より一学年上。サイドスローで、必要に応じて緩急を使い分ける技巧派投手。
鼻筋に横一文字の傷がある。
野球部が対外試合禁止になったことで自棄になっていたところを、暴走族「後光連合」の堀場に拾われ、「後光連合」の特攻隊長にまでなる。しかし野球への未練と五十嵐の熱意により、「後光連合」を抜け野球部へ復帰。野球部復帰後は、陣たちの良いライバルとなる。
末吉 （すえよし）
右投げ左打ち。一番ショート。俊足。夏の予選決勝では、延長十七回に突入するきっかけとなるエラーを犯している。地味に登場シーンも多い。
鬼塚（おにづか）
左投げ左打ち。四番センター。パワーだけなら神堂並みと言われているが、桐山いわく「パワーはあるが振り回すしか脳がない」や、剣からも「ヘタクソが」という評価を受けているように、大事な場面においての凡打が目立ち、ホームランどころか、ヒットを打つシーンもない。
学年は不明だが、番格である五十嵐を呼び捨てにしたり、ため口で話している、さらに御子柴には敬語を使用している、また選抜に出場している点を見ると五十嵐よりも一つ年上であると思われる。

#### 後光連合
御子柴 （みこしば）
桜工業参照。
シゲル
御子柴といつもつるんでいるチンピラ。後に御子柴と共に後光連合を脱退する。
堀場 （ほりば）
後光連合の総長。
敵対する暴走族「狂竜会」のリーダーである織田を潰すために自分勝手な行動を取った御子柴も犠牲にしようとするが、陣たちに返り討ちにされる。
幽城 （ゆうき）
御子柴が後光連合を脱退したことでプライドを傷つけられた堀場が雇った、黒い特攻服三人組のリーダー。アイスピックを武器に戦う。

#### 銀狼（二代目）
五十嵐 （いがらし）
桜工業参照。
織田 （おだ）
暴走族「狂竜会」リーダーで、元「銀狼」親衛隊長。
かなりの巨漢で、御子柴いわく「筋肉の化け物」。かなりのタフガイ。
山崎 （やまざき）
実家は蕎麦屋。

#### その他
美穂 （みほ）
五十嵐の妹。陣とも知り合い。現在は兄と離れ、母親と二人暮し。ポニーテールの美少女で、兄のアパートでは家事をする家庭的な性格。

### 銀狼連合編

#### 銀狼（初代）
風間オサム （かざま おさむ）
初代「銀狼」リーダー。現在はヨーロッパを転戦しているオートレーサー。
松川（まつかわ）
初代「銀狼」ナンバー2。現在はレンタルビデオ屋の店長。

#### 銀狼連合
桂木博史 （かつらぎ ひろし）
暴走族「JACK」リーダー。後に銀狼連合総長。
丸メガネに逆毛の飄々とした男だが、喧嘩の実力は織田を上回る。卑怯な手段を好まず、怪我人相手に喧嘩はしないなど、仁義を弁えている。
天竜 （てんりゅう）
暴走族「凶鬼」リーダー。
日本刀の使い手（流派は不明）で、白鞘の真剣を常に持ち歩いている。顔の左側に縦一文字の傷がある強面だが、武人らしく陣に真っ向勝負を挑む。ただし相手を本気にさせるためならば、卑怯な手段も厭わない。
風間勇次 （かざま ゆうじ）
銀狼連合総長。
初代「銀狼」リーダー風間オサムの弟で、容姿は兄と瓜二つだが、右目が潰れている。兄や陣たちが作った「銀狼」伝説を超えるために、銀狼連合を作った。反銀狼連合の藤谷麻紀とも古い知り合いで、彼女に好意を持っているらしい描写がある。
樋口 （ひぐち）
暴走族「輪愚（りんぐ）」リーダー。ボクサー。

#### 反銀狼連合
織田 （おだ）
銀狼（二代目）参照。
川本学 （かわもと まなぶ）
暴走族「影理庵（えいりあん）」リーダー。
藤谷麻紀 （ふじたに まき）
暴走族「嵐（らん）」リーダーだった兄の後を継いだ二代目リーダー。ロングヘアの美少女だが、初対面の陣を殴りつけた、気の強さを持つ。暴走族のリーダーだけあって、女ながらも一流の走りを見せる。
兄同士が親友であったためか、風間勇次とも古い知り合い。

### マッドピエロ編

#### 白滝学園
古川 （ふるかわ）
富岡の要請を受け、九月から監督に就任した。
常に笑顔の穏やかな老爺だが、難波いわく「タヌキじじい」。

#### マッドピエロ
王場 （おうば）
マッドピエロ総長。右こめかみから唇にかけて大きな傷がある。
「銀狼（二代目）」時代から陣たちと張り合ってきた。

#### 尽竜高校
剣 （つるぎ）
左投げ左打ち。五番ピッチャー。キャプテン。ノーコンを装っているが、絶妙なコントロールを誇る。
マッドピエロの幹部級。
剛本 （ごうもと）
右投げ左打ち。四番センター。
マッドピエロの幹部級。
牛尾 （うしお）
右投げ右打ち。キャッチャー。ホームに突っ込んできた相手選手を再起不能にするためのラフプレイ要員。
マッドピエロの一員。織田をも上回る巨漢で、怪力自慢。

## OVA概要
日本アニメーション制作。1989年から1991年にかけ、日映エージェンシーから全4巻がリリースされた。

### ぶっちぎり （1989年）
原作コミックの第１巻～第３巻までの映像化。

#### スタッフ
- 脚本：増田紀夫
- 監督：谷田部勝義
- 作画監督：遠藤栄一
- 美術監督：田中資幸
- 制作協力：日本アニメーション
- 制作：日本映像

### ぶっちぎり2 （1990年）
原作コミックの第４巻～第９巻までの映像化。

#### スタッフ
- 脚本：森保鉄志
- 絵コンテ：谷田部勝義
- 監督：楠葉宏三
- 作画監督：遠藤栄一
- 美術監督：宮前光春
- 制作協力：日本アニメーション
- 制作：日本映像

### ぶっちぎり3 （1991年）
原作コミックの第１０巻～第１４巻までの映像化。

#### スタッフ
- 脚本：増田紀夫
- 監督：楠葉宏三
- キャラクターD：遠藤栄一
- 作画監督：青井清年
- 美術監督：田原優子
- 制作協力：日本アニメーション
- 制作：日本映像

### ぶっちぎり4 （1991年）
原作で番外編として描かれていた陣の中学時代のエピソードなど、短編数本をオムニバス形式で映像化。
なおこの第4巻のみ、主人公をはじめ登場人物の担当声優が異なる。

#### スタッフ
- 監督：石黒昇
- アニメーション制作：アートランド